# FC Sint-Jozef Londerzeel
FC Sint-Jozef Londerzeel was een Belgische voetbalclub uit Londerzeel. De club was bij de KBVB aangesloten met stamnummer 3959 en had paars-wit als clubkleuren. De ploeg trad aan in de derde provinciale reeks C van Brabant.
Na het seizoen 2021/22 hield de ploeg op met bestaan door een fusie met KFC Malderen om alzo de nieuwe club Londerzeel United te vormen.

## Bekende (ex-)spelers
- Ruben Van Gucht[3]